# Erste Bank Open 2020
Erste Bank Open 2020 — тенісний турнір, що проходив на кортах з твердим покриттям у місті Відень, Австрія з 26 жовтня до 1 листопада. Належав до категорії ATP 500, був турніром серії Vienna Open 2020 року.

## Фінальна частина

### Одиночний розряд
Андрій Рубльов —  Лоренцо Сонего 6–4, 6–4

### Парний розряд
Лукаш Кубот /  Марсело Мело —  Джеймі Маррей /  Ніл Скупскі 7–6(7–5), 7–5